# Павловиці (Лещинський повіт)
Павловиці (пол. Pawłowice) — село в Польщі, у гміні Кшеменево Лещинського повіту Великопольського воєводства.
Населення — 1918 осіб (2011).
У 1975-1998 роках село належало до Лешненського воєводства.

## Демографія
Демографічна структура станом на 31 березня 2011 року:
|          | Загалом | Допрацездатний вік | Працездатний вік | Постпрацездатний вік |
| -------- | ------- | ------------------ | ---------------- | -------------------- |
| Чоловіки | 969     | 177                | 702              | 90                   |
| Жінки    | 949     | 179                | 591              | 179                  |
| Разом    | 1918    | 356                | 1293             | 269                  |